# Szabadelvű és Demokratikus Ellenzék
A Szabadelvű és Demokratikus Ellenzék egy liberális választási szövetség volt az 1935-ös választásokon. Tagjai a Nemzeti Szabadelvű Párt (NSZP) és a Nemzeti Demokrata Polgári Párt (NDPP) voltak.

## Története
A szövetséget alkotó két szervezet korábban már alkotott egy pártot Független Nemzeti Demokrata Párt (FNDP - avagy Egyesült Balpárt) néven 1926 és 1928 között, de már 1921-től kezdve együttműködtek. Az NSZP vezetője Rassay Károly volt, akinek pártja 1921 és 1926 között a Független Kisgazda, Földműves és Polgári Párt nevet viselte (az Országos Kisgazdapártból váltak ki, liberális agrár irányultságúak voltak). AZ NDPP vezetője pedig 1926-os haláláig Vázsonyi Vilmos volt, utána pedig fia, Vázsonyi János.
Az Egyesült Balpárt szétesésével a két szervezet egy ideig külön utakat járt, Rassay Nemzeti Szabadelvű Párt, míg Vázsonyiék a korábbi, Nemzeti Demokrata Polgári Párt néven. Az 1931-es választásokra ha (újra)egyesülni nem is, de választási szövetséget próbáltak kötni Szabadelvű és Demokratikus Ellenzék (SZDE) néven, ám mivel Rassay a közös listán csak az esélytelen helyekre tett volna NDPP-seket, az együttműködés végül meghiúsult. Ettől függetlenül Pakots József szabadelvű párti az SZDE pártmegjelöléssel indult és jutott be a parlamentbe.
A tényleges szövetséget végül az 1935-ös választásokra sikerült felállítani ezen a néven. A listavezető Fábián Béla demokratapárti politikus lett. Mivel legjobb eredményeiket rendre akkor érték el, mikor együttműködtek, ez most sem alakult másként; hét képviselőt delegálhattak a parlamentbe, amiből öten voltak szabadelvűek, ketten pedig demokratapártiak.

## Országgyűlési választási eredmények
| Választás | Szavazatok száma | Szavazatok aránya | Mandátumok száma | Mandátumok aránya | Parlamenti szerepe |
| --------- | ---------------- | ----------------- | ---------------- | ----------------- | ------------------ |
| 1935-ös   | 72 407           | 3,67%             | 7                | 2,86%             | ellenzék           |